# Forte Lesley J. McNair

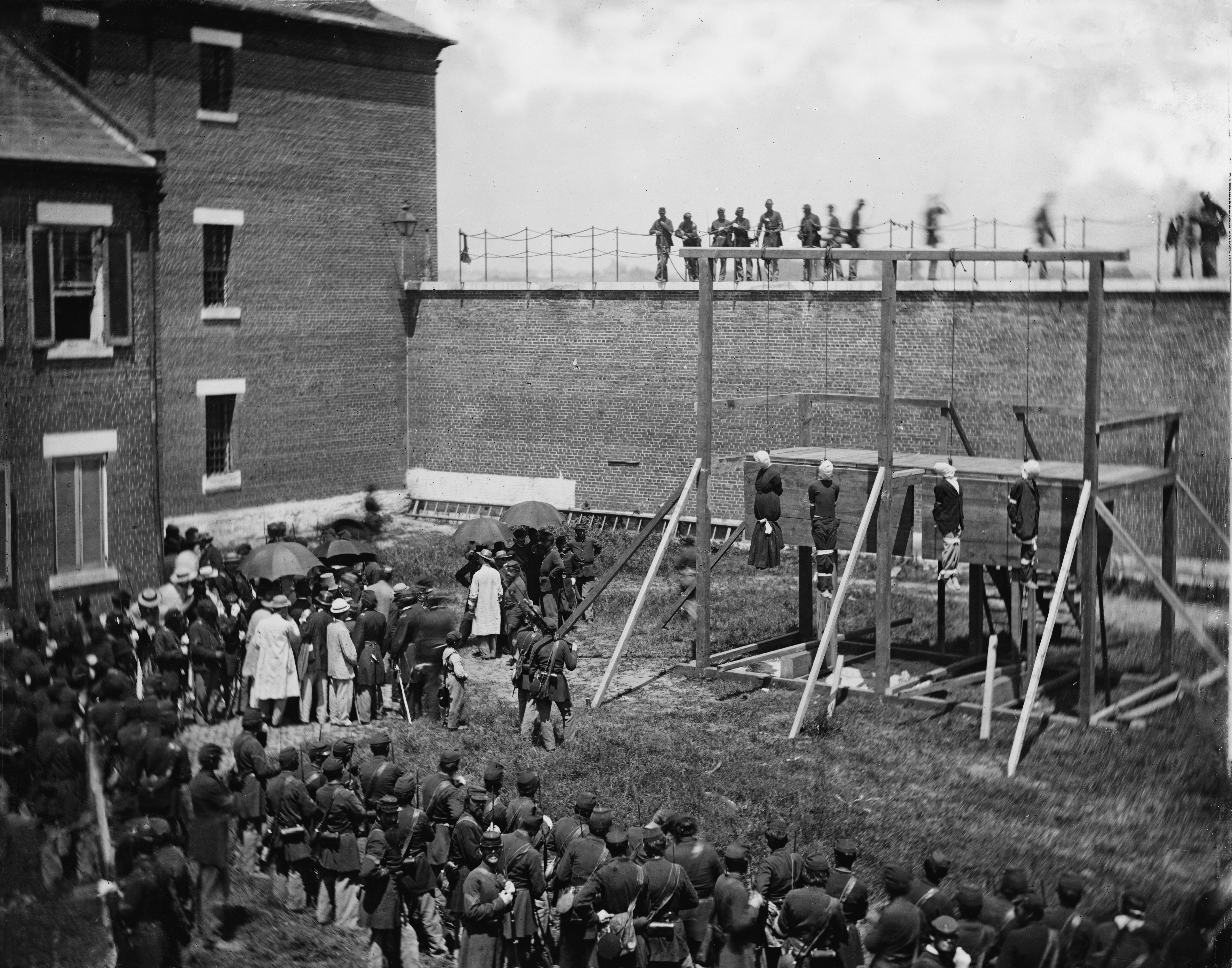
Execuções de Mary E. Surratt, Lewis Powell, David Herold e George Atzerodt

O Forte Lesley J. McNair é uma base do exército dos Estados Unidos situada em Washington, D.C., no ponto de encontro dos Rios Potomac e Anacostia. Serviu ao exército por mais de duzentos anos, tornando-se o estabelecimento militar mais antigo depois de West Point e Carlisle.
A área militar data de 1791 e possui 110.000m², tendo sido considerada no planejamento da Cidade de Washington como o principal ponto de defesa da capital federal.
Hoje, encontra-se no local a Universidade de Defesa Nacional (National Defense University) que reune um significativo número de instituições ligadas à comunidade pensante da defesa do país, entre as quais a Escola Nacional de Guerra dos Estados Unidos da América (National War College). 
Em Fort Lesley J. McNair foram executados em 7 de julho de 1865, quatro conspiradores acusados de tramar o atentado contra o Presidente Abraham Lincoln, entre eles, Mary Surratt, a primeira mulher executada em conformidade com os dispositivos da lei federal.